# 86. vestlige længdekreds
Den 86. vestlige længdekreds (eller 86 grader vestlig længde) er en længdekreds, der ligger 86 grader vest for nulmeridianen. Den løber gennem Ishavet, Nordamerika, Caribien, Mellemamerika, Stillehavet, det Sydlige Ishav og Antarktis.